# Holzkirch
Holzkirch è un comune tedesco di 269 abitanti, situato nel land del Baden-Württemberg.